# Сантьяго-ханиканский сапотекский язык
Сантьяго-ханиканский сапотекский язык (Santiago Xanica Zapotec, Xanica Zapotec) — сапотекский язык, на котором говорят в городах Сан-Андрес-Ловене, Сан-Антонио-Осолотепек, Санта-Мария-Койстепек, Сантьяго-Ханика юго-восточной части округа Мьяуатлан штата Оахака в Мексике.